# Lepidochrysops peculiaris
Lepidochrysops peculiaris är en fjärilsart som beskrevs av Alois Friedrich Rogenhofer 1894. Lepidochrysops peculiaris ingår i släktet Lepidochrysops och familjen juvelvingar. Inga underarter finns listade i Catalogue of Life.